# Jedenasty Kneset
Jedenasty Kneset – jedenasta kadencja parlamentu Izraela odbywająca się w latach 1984–1988.
Wybory odbyły się 23 lipca 1984, a pierwsze posiedzenie parlamentu miało miejsce 13 sierpnia 1984.

## Oficjalne wyniki wyborów
|  | Partia                                                                                   | Głosy     | Procent | Mandaty |
|  | ---------------------------------------------------------------------------------------- | --------- | ------- | ------- |
|  | Koalicja Pracy (Ma’arach, המערך)                                                         | 724.074   | 34,9%   | 44      |
|  | Likud (ליכוד)                                                                            | 661.302   | 31,9%   | 41      |
|  | Techijja-Comet (תחיה)                                                                    | 83.037    | 4,0%    | 5       |
|  | Narodowa Partia Religijna (Mafdal) (מפלגה דתית לאומית-מפד"ל)                             | 3.530     | 3,5%    | 4       |
|  | Hadasz (Demokratyczny Front na Rzecz Pokoju i Równości) (החזית הדמוקרטית לשלום ולשוויון) | 69.815    | 3,4%    | 4       |
|  | Szas (ש"ס)                                                                               | 63.605    | 3,1%    | 4       |
|  | Szinui (שינוי)                                                                           | 54.747    | 2,7%    | 3       |
|  | Ratz (רצ)                                                                                | 49.698    | 2,4%    | 3       |
|  | Jachad (רצ)                                                                              | 46.302    | 2,2%    | 3       |
|  | Progresywna Lista dla Pokoju                                                             | 38.012    | 1,8%    | 2       |
|  | Agudat Israel (אגודת ישראל)                                                              | 36.079    | 1,7%    | 2       |
|  | Morasza-Po’alej Agudat Jisra’el                                                          | 33.287    | 1,6%    | 2       |
|  | Tami                                                                                     | 31.103    | 1,5%    | 1       |
|  | Kach (כ"ך)                                                                               | 25.907    | 1,2%    | 1       |
|  | Omec                                                                                     | 23.845    | 1,2%    | 1       |
|  | Razem                                                                                    | 2.654.613 | 100,0%  | 120     |

## Posłowie
Posłowie wybrani w wyborach:
| Partia                       | Posłowie |
| ---------------------------- | --- |
| Koalicja Pracy               | Jacques Amir, Adi’el Amora’i, Nawa Arad, Szoszanna Arbeli-Almozlino, Jicchak Arci, Chajjim Bar-Lew, Uzzi Baram, Dow Ben-Me’ir, Abdulwahab Darawsze, Simcha Dinic, Abba Eban, Refa’el Ederi, Elazar Granot, Chajka Grossman, Mordechaj Gur, Menachem Hakohen, Aharon Harel, Micha’el Charisz, Szelomo Hillel, Awraham Kac-Oz, Jisra’el Kesar, Dawid Liba’i, Amnon Lin, Aharon Nahmias, Ora Namir, Icchak Nawon, Arje Nehemkin, Szimon Peres, Jicchak Perec, Icchak Rabin, Chajjim Ramon, Nachman Raz, Josi Sarid, Amira Sartani, Mosze Szachal, Efrajim Szalom, Wiktor Szem-Tow, Edna Solodar, Elijjahu Speiser, Ja’ir Caban, Ja’akow Cur, Muhammad Watad, Szewach Weiss, Gad Ja’akowi |
| Likud                        | Mosze Arens, Joram Aridor, Elijjahu Ben Elisar, Me’ir Kohen-Awidow, Jigal Kohen-Orgad, Jigal Kohen, Chajjim Korfu, Micha’el Dekel, Sara Doron, Micha’el Etan, Owadja Eli, Gidon Gadot, Mirjam Glazer-Ta’asa, Pinchas Goldstein, Pesach Grupper, Mosze Kacaw, Chajjim Kaufman, Eli’ezer Kulas, Uzzi Landau, Dawid Lewi, Uri’el Lin, Dawid Magen, Jehoszua Maca, Dan Meridor, Roni Milo, Jicchak Moda’i, Amal Nasser el-Din, Mosze Nissim, Ehud Olmert, Gidon Patt, Micha’el Reisser, Jicchak Sejger, Beni Szalita, Icchak Szamir, Awraham Szarir, Ariel Szaron, Me’ir Szitrit, Dow Szilanski, Eli’ezer Szostak, Dan Tichon, Ari’el Weinstein                                           |
| Techijja                     | Refa’el Etan, Ge’ula Kohen, Juwal Ne’eman, Gerszon Szafat, Eli’ezer Waldman |
| Narodowa Partia Religijna    | Josef Burg, Dawid Danino, Zewulun Hammer, Awner-Chaj Szaki |
| Hadasz                       | Charlie Biton, Taufik Tubi, Me’ir Wilner, Taufik Zi’ad |
| Szas                         | Jicchak Perec, Refa’el Pinchasi, Ja’akow Josef, Szimon Ben Szelomo |
| Szinui                       | Zajdan Ataszi, Amnon Rubinstein, Mordechaj Wirszubski |
| Ratz                         | Szulammit Alloni, Mordechaj Bar-On, Ran Kohen |
| Jachad                       | Szelomo Amar, Binjamin Ben Eli’ezer, Ezer Weizman |
| Progresywna Lista dla Pokoju | Muhammad Mi’ari, Mattitjahu Peled |
| Agudat Israel                | Menachem Porusz, Awraham Josef Szapira |
| Morasza                      | Chajjim Drukman, Awraham Werdiger |
| Kach                         | Me’ir Kahane |
| Tami                         | Aharon Abuchacira |
| Omec                         | Jigga’el Hurwic |

### Zmiany
Zmiany w trakcie kadencji:
| Następca        | Poprzednik       | Partia         | Data                 |
| --------------- | ---------------- | -------------- | -------------------- |
| Ja’akow Szamaj  | Jicchak Sejger   | Likud          | 5 lutego 1985        |
| Dawid Zucker    | Mordechaj Bar-On | Ratz           | 26 listopada 1986    |
| Ja’akow Gil     | Simcha Dinic     | Koalicja Pracy | 13 marca 1988        |
| Gadi Jaciw      | Wiktor Szem-Tow  | Mapam          | 15 marca 1988        |
| Awraham Szochat | Aharon Harel     | Koalicja Pracy | 10 maja 1988         |
| Dawid Mor       | Micha’el Reisser | Likud          | 27 października 1988 |
| Uri Sebag       | Adi’el Amora’i   | Koalicja Pracy | 31 października 1988 |

## Historia
W wyniku wyborów nastąpił w Izraelu polityczny pat. Nastąpiła równowaga sił pomiędzy prawicowo-religijnym blokiem a lewicowo-arabskim blokiem. Jedynym sposobem wyjścia z martwego punktu było stworzenie rządu jedności narodowej. Podczas kadencji jedenastego Knesetu powstały dwa takie rządy. Umowa koalicyjna regulowała zasadę rotacji urzędów pomiędzy dwoma ugrupowaniami politycznymi. Fakt, że większość posłów należało do koalicji rządowej, wyraźnie wpłynął na charakter pracy jedenastego Knesetu. Wejście do parlamentu skrajnie prawicowego rabina Me’ira Kahane spowodowało uchwalenie poprawki, która uniemożliwiała listom podburzającym do rasizmu startować w wyborach parlamentarnych. Równocześnie przegłosowano ustawę, zamykającą dostęp do parlamentu dla list, które odrzucają demokratyczną naturę państwa Izraela oraz fakt, że jest to państwo narodu żydowskiego.
Najważniejszym problemem, z którym borykał się jedenasty Kneset był kryzys gospodarczy. Postanowiono walczyć z wysoką inflacją oraz ustabilizować gospodarkę, jednak podjęte środki spowodowały nagły wzrost bezrobocia i poważne trudności finansowe wielu przedsiębiorstw, kibuców, moszawów i prywatnych gospodarstw. Komisja Bejskiego przedstawiła raport, z którego wynikało, że to manipulacje finansowe niektórych banków doprowadziły do załamania się rynku.
Równocześnie izraelska armia wycofała się z Libanu.
Jedenasty Kneset uznał za niemożliwe podjęcie jakichkolwiek kontaktów z palestyńską terrorystyczną Organizacją Wyzwolenia Palestyny. Coraz częstszymi były przypadki ataków terrorystycznych na cywilów w Izraelu. Pod koniec 1987 wybuchło palestyńskie powstanie Intifada.
Pośród wielu międzynarodowych wydarzeń warto wspomnieć o ugodzie londyńskiej zawartej między Szymonem Peresem a królem Husseinem. Plan pokojowy Reagana zakładał utworzenie niepodległego państwa palestyńskiego w Samarii, Judei i Gazie. W tym okresie miasto Taba powróciła do Egiptu.
Z innych wewnętrznych spraw można wymienić: rozprawę Demjanjuka, problem z żydowskimi „zdrajcami” z ZSRR, kryzys w systemie zdrowotnym, kontrowersje wokół przeszczepów narządów, budowa nadajników „Głosu Ameryki” w Arawa oraz przypadki przemocy ze strony policji.

### Dwudziesty pierwszy rząd(1984–1986)
Dwudziesty pierwszy rząd został sformowany przez Szimona Peresa w dniu 13 września 1984.
Premier ustąpił w wyniku realizacji umowy koalicyjnej o rotacji urzędów.

### Dwudziesty drugi rząd(1986–1988)
Dwudziesty drugi rząd został sformowany przez Icchaka Szamira w dniu 20 października 1986.